# Naturschutzgebiet 'Unteres Pfistertal nördlich Vilshofen'
Naturschutzgebiet 'Unteres Pfistertal nördlich Vilshofen' este o arie protejată (arie specială de conservare — SAC, sit de importanță comunitară — SCI) din Germania întinsă pe o suprafață de 13,67 ha, integral pe uscat.

## Localizare
Centrul sitului Naturschutzgebiet 'Unteres Pfistertal nördlich Vilshofen' este situat la coordonatele 49°18′18″N 11°56′42″E / 49.305°N 11.945°E.

## Înființare
Situl Naturschutzgebiet 'Unteres Pfistertal nördlich Vilshofen' a fost declarat sit de importanță comunitară în martie 2001 pentru a proteja 4 specii de animale. Situl a fost protejat și ca arie specială de conservare în aprilie 2016.

## Biodiversitate
Situată în ecoregiunea continentală, aria protejată conține 3 habitate naturale: Pajiști uscate seminaturale și facies de acoperire cu tufișuri pe substraturi calcaroase (Festuco-Brometalia) (* situri importante pentru orhidee), Pante stâncoase calcaroase cu vegetație casmofită, Păduri de stejar și carpen Galio-Carpinetum.
La baza desemnării sitului se află mai multe specii protejate:
- păsări (1): cocoșul de mesteacăn (Bonasa bonasia)
- amfibieni (2): izvoraș-cu-burta-galbenă (Bombina variegata), triton cu creastă (Triturus cristatus)
- mamifere (1): liliac cu urechi mari (Myotis bechsteinii)

Pe lângă speciile protejate, pe teritoriul sitului au mai fost identificate 3 specii de amfibieni, 2 specii de reptile.